# Agamemnon (geslacht)
Agamemnon is een geslacht van wandelende takken (Phasmatodea) uit de familie Pseudophasmatidae. De wetenschappelijke naam van dit geslacht is voor het eerst geldig gepubliceerd in 1971 door Moxey.

## Soorten
Het geslacht Agamemnon omvat de volgende soorten:
- Agamemnon cornutus (Burmeister, 1838)
- Agamemnon iphimedeia Moxey, 1971